# Osman Jama Ali
Osman Jama Ali (som. Cusmaan Jaamac Cali, arab. يوسف علي; ur. 1941) – somalijski polityk, inżynier, tymczasowy premier Somalii w roku 2001.
Jako młody człowiek żył jako nomada. Następnie studiował w Somalii i Związku Radzieckim inżynierię elektryczną. W 1969 został głównym inżynierem stacji transmisyjnych w kraju. Od 1974 był ministrem rybołówstwa i transportu morskiego, następnie w 1984 został szefem departamentu w Somalijskiej Rewolucyjnej Partii Socjalistycznej i w 1989 ministrem prac publicznych i budownictwa. W 1990 podczas oficjalnej wizyty w Tunezji zdecydował się zbiec i uciekł na wygnanie do Wielkiej Brytanii, gdzie uzyskał azyl. Brał udział w konferencjach w Uppsali w 1993 i w Dżibuti w 2000, mających na celu poprawę sytuacji politycznej w Somalii.
Dołączył do powołanego w 2000 roku w Dżibuti Tymczasowego Rządu Narodowego jako wicepremier. Z ramienia rządu od 10 do 13 czerwca 2002 uczestniczył w konferencji FAO. Po dymisji premiera Alego Khalify Galaida 28 października 2001 tymczasowo przejął jego obowiązki. Pełnił je do 12 listopada, kiedy Tymczasowy Parlament Federalny wybrał na to stanowisko Hassana Abshira Faraha. W 2004 roku został wyznaczony na członka Tymczasowego Parlamentu Federalnego.
Ma szóstkę dzieci.